# حسن اسفندیاری
میرزا حسن‌خان اسفندیاری ملقب به محتشم‌السلطنه (۱۲۴۶ تهران – ۵ اسفند ۱۳۲۳ تهران) از سیاستمداران و دولتمردان برجسته دوره قاجار و پهلوی است که سالها در دولتهای مختلف دوران قاجار سمت وزارت داشت و در دوران پهلوی به ریاست مجلس شورای ملی رسید. انعقاد نخستین عهدنامه میان ایران و افغانستان، برپایی نخستین نمایشگاه کالاهای ایرانی، تأسیس نخستین مدرسه صنعتی، نهادن سنگ بنای بانک ملی و توسعه صنعت ابریشم در ایران از خدمات محتشم‌السلطنه است.

## خانواده و تبار
محتشم‌السلطنه از خاندان اسفندیاری بود که از خاندان‌های معروف ایران و نور مازندران در دوره قاجار و پهلوی بودند. نسب این خانواده به شاخه‌ای از اسپهبدان طبرستان موسوم به پادوسبانیان می‌رسد. پادوسبانیان سلسله‌ای ساسانی تبار بودند که از حدود سال ۴۰ هجری تا دوران شاه عباس صفوی بر بخش‌هایی از طبرستان (بعداً مازندران) حکمرانی می‌کردند. علی اسفندیاری (نیما یوشیج) و محتشم‌السلطنه از مشهورترین اعضای این خاندانند. در عصر قاجار و پهلوی، وزرا و نمایندگان مجلس و چهره‌های سیاسی و علمی و هنرمندان متعددی از میان افراد این خانواده برخاستند.

## آغاز کار
پدرش میرزا محمد صدیق‌الملک از کارمندان وزارت امور خارجه بود. خودش نیز پس از پایان تحصیل در دارالفنون، به تبعیت از پدر به عضویت وزارت امور خارجه درآمد و پس از مدتی به عنوان نایب سفارت به برلین اعزام شد. در این مأموریت به زبان‌های فرانسه، آلمانی و انگلیسی تسلط پیدا کرد.

## بیسمارک و هیتلر
میرزا حسن خان در مأموریت آلمان موفق شد با اتو فون بیسمارک صدراعظم این کشور مذاکراتی به عمل آورد. سال‌ها بعد که اسفندیاری به عنوان رئیس هیئت نمایندگی ایران برای شرکت در تاجگذاری جورج ششم پادشاه انگلستان عازم لندن بود، در برلن با آدولف هیتلر ملاقات و گفتگو کرد و حتی در این ملاقات شوخ‌طبعی نیز کرد. هیتلر از او پرسید: «آیا شما سابقاً در آلمان مأموریت داشته‌اید؟» و او پاسخ داد: «بله، البته قبل از تولد شما».

محتشم‌السلطنه و هیتلر

میرزا حسن خان پس از مأموریت در زمان بیسمارک به ایران بازگشت و به ریاست اداره دول غیرهمجوار وزارت خارجه منصوب شد. در سال ۱۲۷۳ خورشیدی به او عنوان جناب و نشان درجه اول شیر و خورشید داده شد. یک سال قبل از قتل ناصرالدین شاه به لقب محتشم‌السلطنه مفتخر شد و با سمت ژنرال قنسول (سرکنسول) به شبه قاره هند عزیمت کرد. در هنگام سفر سوم مظفرالدین شاه به اروپا جزو ملتزمان رکاب بود و در دوره محمدعلی شاه سمت مترجم حضوری وی را داشت. در کابینه امین السلطان اتابک معاون وزارت خارجه شد و در کابینه مشیرالسلطنه که در هفدهم خرداد ۱۲۸۷ تشکیل شد، به وزارت عدلیه رسید.

## نخستین عهدنامه با افغانستان
دوره‌های وزارتی محتشم‌السلطنه از این زمان پی در پی فرامی‌رسد. او در کابینه‌های سپهدار تنکابنی، صمصام السلطنه، عین الدوله و مستوفی الممالک وزیر بود. در مخالفت با قرارداد ۱۹۱۹ نطق‌های زیادی کرد و به همین مناسبت به کاشان تبعید شد. با روی کار آمدن احمد قوام به وزارت امور خارجه رسید. از جمله مهم‌ترین اقدامات او در این دوره عقد عهدنامه مودت با افغانستان بود که نخستین معاهده دیپلماتیک میان ایران و افغانستان در دوران پس از مشروطه است. این عهدنامه در اول تیر ۱۳۰۰ میان او و سفیر افغانستان در تهران امضا شد و در چهاردهم آذر ۱۳۰۰ به تصویب مجلس شورای ملی رسید. در ترمیم کابینه قوام در شانزدهم مهر ۱۳۰۰ محتشم‌السلطنه از دولت خارج شد اما ۲۷ خرداد سال بعد به عنوان وزیر معارف به دولت قوام بازگشت.

## نخستین نمایشگاه کالاهای ایرانی
در مدتی که محتشم‌السلطنه در دولت نبود، تلاشهایی برای حمایت از تولیدات کالاهای ایرانی آغاز کرد و برای تأمین سرمایه صنعتکارانی که سرمایه نداشتند، موافقت مشیرالدوله نخست‌وزیر وقت را برای پنج هزار تومان وام از صندوق دولت در صورت تصویب مجلس کسب کرد. به این منظور طرح برگزاری نخستین نمایشگاه کالاهای ایرانی را ریخت. او این طرح را از همان دوران وزارت خارجه‌اش در دولت قوام‌السلطنه آغاز کرده و با موافقت قوام، دستورهایی به ولایات و به اتحادیه تجار جهت ارسال صورت کالاهای تولیدی داده شده بود.
محتشم‌السلطنه هیئتی پانزده نفره در وزارت فوائد عامه تشکیل داد که اعضایش جز خود او عبارت بودند از سه نفر از این وزارتخانه، سه نفر از اتحادیه تجار، چهار نفر از مستشاران اروپایی و چهار نفر متخصص. این کمیسیون کار شناسایی کالاهای ایرانی و صنعتکاران را ادامه داد و پس از آنکه او به وزارت معارف رسید، درخواست وام پنج هزار تومانی از صندوق دولت را برای کمک به صنعتکاران و برگزاری نمایشگاه کالاهای ایرانی به مجلس برد. برنامه او این بود که این نمایشگاه از اول اردیبهشت تا آخر خرداد ۱۳۰۲ در تکیه دولت تهران برپا شود.

## پایه‌ریزی نخستین مدرسه صنعتی
از جمله مهم‌ترین اقدامات دوره وزارت معارف او، تبدیل مدرسه آلمانی تهران به مدرسه صنعتی با مشارکت سفارت آلمان بود که برای آن کمک سالیانه دولت به این مدرسه را از سالیانه دوازده هزار تومان به بیست هزار تومان افزایش داد. این مدرسه بعدها اساس دانشگاه علم و صنعت شد. محتشم‌السلطنه همچنین به درخواست کمال‌الملک لایحه ای برای دریافت بودجه ماهیانه هزار و دویست تومان جهت تأسیس رشته‌های هنرهای دستی در مدرسه صنایع مستظرفه به مجلس برد.
محتشم‌السلطنه پس از کنار رفتن دولت قوام‌السلطنه در ۲۵ بهمن ۱۳۰۱ در دولت بعدی که مستوفی‌الممالک تشکیل داد تا پایان کار این دولت در ۲۱ خرداد ۱۳۰۲ وزیر معارف باقی ماند. سپس در دوره پنجم وارد مجلس شد، همین مجلس بود که به سلطنت خاندان قاجار پایان داد.

## سنگ بنای بانک ملی
پس از به سلطنت رسیدن رضاشاه که مستوفی‌الممالک در سال ۱۳۰۵ بار دیگر، نخست‌وزیر شد، اسفندیاری را وارد کابینه‌اش کرد و وزارت مالیه را به او داد. بنیان بانک ملی ایران در دوران وزارت او گذاشته شد. سرمایه پانزده میلیون تومانی که برای بانک ملی پیش‌بینی شد با به تصویب رساندن لوایح فروش خالصه‌جات (املاک دولتی) و جواهرات دولتی تأمین شد که در دوران وزارت اسفندیاری ابتدا این دو لایحه و سپس لایحه تأسیس بانک ملی به مجلس شورای ملی داده شد.

## ریاست مجلس

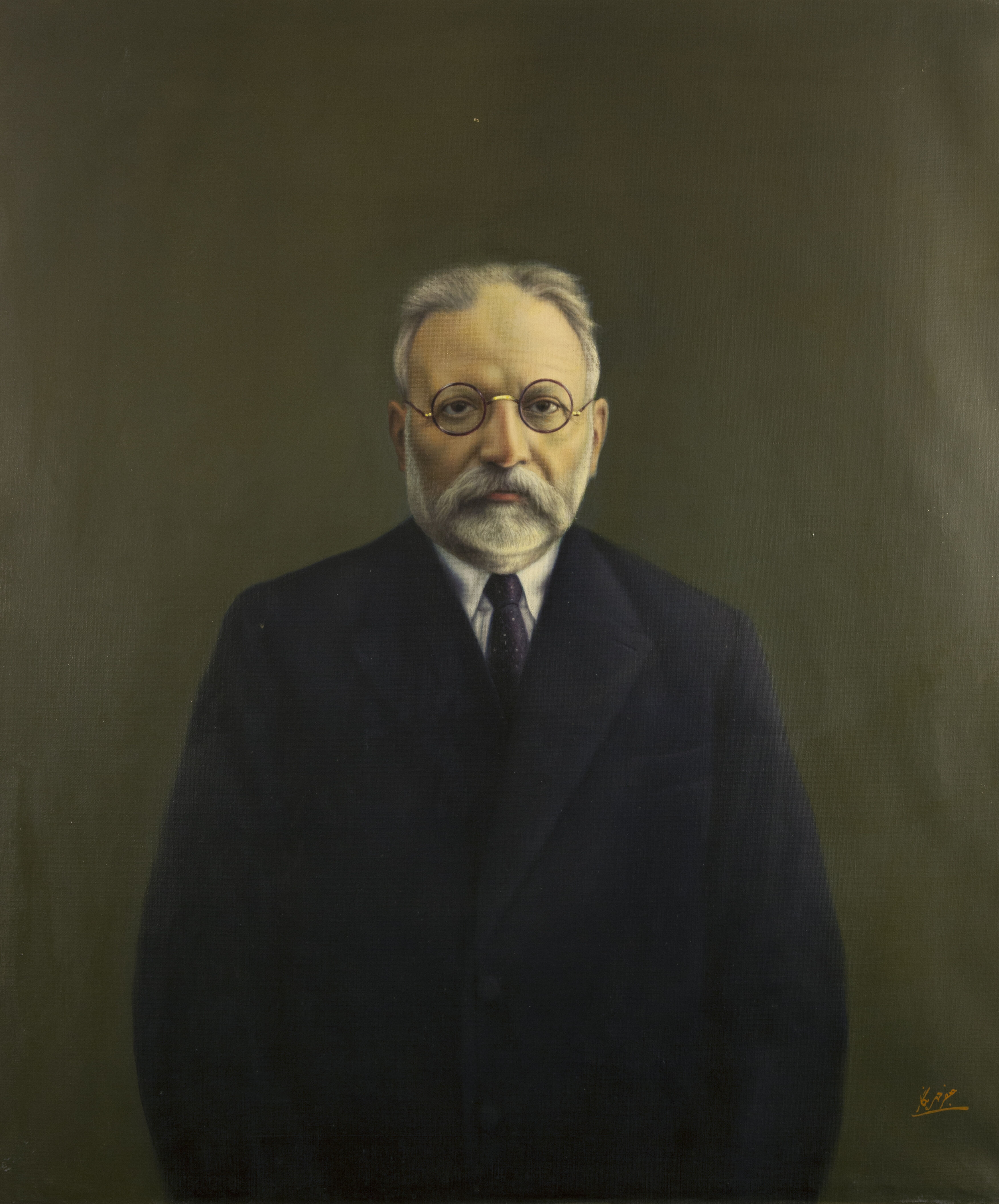
پرترهٔ حسن اسفندیاری اثر جعفر چهره‌نگار

اسفندیاری در بهمن ۱۳۰۵ از دولت خارج شد. چهار سال بعد در دوره هشتم به مجلس شورای ملی رفت و تا پایان دوره سیزدهم نماینده تهران بود. از دوره دهم برای چهار دوره متوالی سمت ریاست مجلس را از آن خود کرد.
از اسفندیاری در فروردین ۱۳۱۸ برای شرکت در جشن عروسی ولیعهد با فوزیه، او را در سفر به مصر همراهی کرد و به عنوان بلندپایه‌ترین مقام رسمی از ایران، در جشن عروسی شرکت جست.
در مجلس سیزدهم که نخستین مجلسی بود که پس از شهریور ۱۳۲۰ و کناره‌گیری رضا شاه از سلطنت برپا شد، اسفندیاری که همیشه با اکثریت قاطع آرا به ریاست مجلس انتخاب می‌شد، ریاستش به چالش کشیده شد. در دومین انتخابات هیئت رئیسه که در شانزدهم فروردین ۱۳۲۱ برگزار شد، از ۱۰۴ رأی نمایندگان، او ۴۵ رأی و سهام‌السلطان بیات ۵۲ رأی آورد. اسفندیاری که جلسه را ریاست می‌کرد گفت:

«اکثریت حاصل نشد. بنده چون تشتت آراء را سزاوار مجلس نمی‌دانم، این است که عرض می‌کنم بنده قبلاً استعفا کرده بودم، مجلس تقاضا کرد من استعفایم را پس بگیرم که ترتیب رأی معلوم باشد. بنده هم به موجب اصرار آقایان نمایندگان محترم که بر رأی خودم ترجیح دادم حاضر شدم برای خدمت‌گذاری. حالا هم علاقه‌مند به این مسئله نیستم. تشتت آراء را هم برای مجلس سزاوار نمی‌دانم و استعفای خودم را تقدیم می‌کنم و واگذار می‌کنم به رأی مجلس که هر کس را می‌خواهند انتخاب کنند».

اما ضیاءالدین نقابت نماینده خرمشهر پشت تریبون رفت و با اشاره به حملاتی که در آن زمان به مجلس می‌شد، خواهان ادامه ریاست اسفندیاری شد:

«اگر ما [به اسفندیاری] تعظیم می‌کردیم، اگر ما احترام می‌کردیم، حقاً شایسته بودند و از جیب ما چیزی درنمی‌رفت. نه تنها بر این عقیده هستم آقایان هم اکثراً بر این عقیده هستند. تمام اشخاص خارج هم، توده ملت، جامعه مقدس، اشخاص علاقه‌مند به دیانت و اجتماعات این کشور همه به وجود ایشان علاقه دارند و بنده استدعا می‌کنم و شاید آقایان هم با بنده هم نظر باشند که ایشان در این دوره انقلاب و در این اوضاعی که معلوم نیست اوضاع زندگانی هر یک از ملل به چه سرنوشتی مبتلی خواهد شد، لطفاً منت بر سر ما بگذارند و کماکان باقی بمانند بر این سمت.

اسفندیاری باز هم گفت که علاقه‌مند ریاست نیست و شایسته مجلس نمی‌داند که رئیس آن با آراء کمی انتخاب شود. چون در دور اول رأی‌گیری کسی اکثریت به دست نیاورده بود، دوباره رأی گرفته شد و این بار اسفندیاری از ۱۰۵ رأی ۵۳ رأی آورد و با اکثریت بسیار ضعیفی در ریاست مجلس ابقا شد. تعداد آرای سهام‌السلطان بیات ۴۸ رأی بود که نایب رئیس شد.

## رئیس کنگره بزرگداشت هزاره فردوسی
در سال ۱۳۱۳ کنگره هزاره فردوسی که با شرکت مستشرقین و دانشمندان بزرگ عالم، در تهران و مشهد تشکیل یافت به اتفاق آراء اسفندیاری را به ریاست کنگره تعیین کرد. در ۱۳۱۴ که فرهنگستان برای احیای زبان فارسی تشکیل شد، از اعضای پیوسته فرهنگستان بود.

## تجارت ابریشم
محتشم السلطنه در سال ۱۲۸۴ خورشیدی حق امتیاز انحصار تولید تجارت تخم نوغان برای پرورش کرم ابریشم در ایران را به مدت پنجاه سال از مظفرالدین شاه گرفت. او از فرانسه و ایتالیا و عثمانی تخم نوغان وارد کرد و معلمانی از فرانسه آورد تا در سیستان و اسکوی تبریز و رشت و مناطق دیگر پرورش کرم ابریشم را آموزش دهند و از هر جعبه محصول ده شاهی حق المعاینه دریافت می‌کرد. در سال ۱۲۹۰ در مجلس شورای ملی برآورد شد که این امتیاز سالیانه ششصد هزار تومان برای او درآمد دارد. در امتیازنامه تصریح شده بود که بعد از خودش این امتیاز به اولادش انتقال خواهد یافت. و
در ۲۴ بهمن ۱۳۱۶ در زمانی که خود محتشم‌السلطنه رئیس مجلس شورای ملی بود، قانونی به تصویب مجلس رسید که تهیه و خرید و فروش تخم نوغان و پیله کرم ابریشم را در کشور به انحصار وزارت صناعت و معادن درآورد.

## آخوند اعیان
پس از انقضای دوره سیزدهم که به دلیل کهولت سن قادر به احراز شغل نبود و حقوق بازنشستگی هم نداشت. بنا بر مصوبه مجلس سیزدهم ماهیانه هزار تومان از مجلس شهریه دریافت می‌کرد. از آن پس به امور دینی پرداخت به گونه‌ای که به «آخوند اعیان» معروف شد. وی مردی متدین، محافظه کار و گشاده‌دست و مورد احترام نمایندگان مجلس بود. مدفنش در آرامگاه خانوادگی در ابن بابویه است.

## خانواده
خواهرزاده محتشم‌السلطنه، مجید آهی در دولت‌های علی منصور، محمدعلی فروغی و علی سهیلی وزیر دادگستری شد. او همچنین پدر همسر اول مریم فیروز بود که پس از جدایی از پسر او با نورالدین کیانوری دبیراول آینده حزب توده ایران ازدواج کرد.

## درگذشت
محتشم‌السللطنه پس از عملی جراحی در پنجم اسفند ۱۳۲۳ درگذشت. در واپسین ساعات زندگی‌اش، محمدرضا شاه به عیادت او رفت. صبح هفتم اسفند برای او تشییع جنازه رسمی از مقابل مسجد سپهسالار (شهید مطهری کنونی) برگزار شد و بعد از ظهر هشتم اسفند در همین مسجد برایش مجلس ختم برگزار شد.
سه سال و نیم پس از مرگ محتشم‌السلطنه، وزارت فرهنگ کتابخانه شخصی او را که شامل چهار هزار جلد کتاب خطی و چاپی می‌شد به بهای سی هزار تومان از ورثه‌اش خریداری کرد.